# Liste der Fauna-Flora-Habitate in Wuppertal
Diese Aufstellung listet alle gemäß der Richtlinie 92/43/EWG ausgewiesenen Fauna-Flora-Habitate in Wuppertal auf. Sie sind Teil des Verbundnetzes Natura 2000. Namen und Gebietsnummern entsprechen den amtlichen Bezeichnungen, Stand ist der 1. Januar 2011.
| Gebiets- Nummer | Gebietsname              | Fläche | Anmerkung |
| --------------- | ------------------------ | ------ | --- |
| 4709-303        | Gelpe und Saalbach       | 155 ha | Entspricht dem Naturschutzgebiet Fließgewässersystem Gelpe- und Saalbachtal (W-015) und Naturschutzgebiet Gelpe-Saalbach (RS-003) |
| 4709-301        | Wupper östlich Wuppertal | 126 ha | Entspricht Teilen der Naturschutzgebiet Marscheider Bachtal (W-005), Naturschutzgebiet Wupperaue (W-023), Naturschutzgebiet Wupper Osthang (W-007), Naturschutzgebiet Wupperschleife Bilstein-Daipenbecke (EN-002) und NSG Wupper bei Radevormwald (GM-057) |